# Hexakosan
Hexakosan (CH3(CH2)24CH3) (sumární vzorec C26H54) je uhlovodík patřící mezi alkany, má 26 uhlíkových atomů v molekule. Je zvláštní tím, že zatímco u vyšších uhlovodíků hustota od nonanu do pentakosanu neustále roste, u hexakosanu klesá (hustota C25H52 za normálních podmínek je 801 kg/m3, kdežto hustota C26H54 jen 778 kg/m3).